# هاري كينت (مهندس معماري)
هاري كينت (بالإنجليزية: Harry Kent)‏ هو مهندس معماري أسترالي، ولد في 1852 في ديفون في المملكة المتحدة، وتوفي في 1938 في سيدني في أستراليا.